# Eira do Mourão
Pour les articles homonymes, voir Eira et Mourão.
Eira do Mourão est un hameau de la freguesia de Ribeira Brava située dans les montagnes du versant sud de l’île de Madère, au Portugal.
Le hameau de Eira do Mourão fait partie de la freguesia de Ribeira Brava.

## Localisation
Eira do Mourão domine la vallée de la Ribeira de Serra Agua. Le hameau, situé à 500 m d'altitude, est accessible à partir de l'esrada de São Paulo par une route très pentue, en cul-de-sac, souvent encombrée par les cars de tourisme.

## Tourisme
Eira do Mourão est une destination touristique très prisée pour son point de vue sur la vallée de la Ribiera de Serra Agua.
C'est une étape du sentier de randonnée LNS, qui longe la Levada do Norte, une des Levada les plus fréquentées de l'île.
Un escalier de 2000 marches taillées dans la roche, permet de descendre jusqu'à la vallée de Ribeira Brava, en contrebas de 500 m.

## Galerie

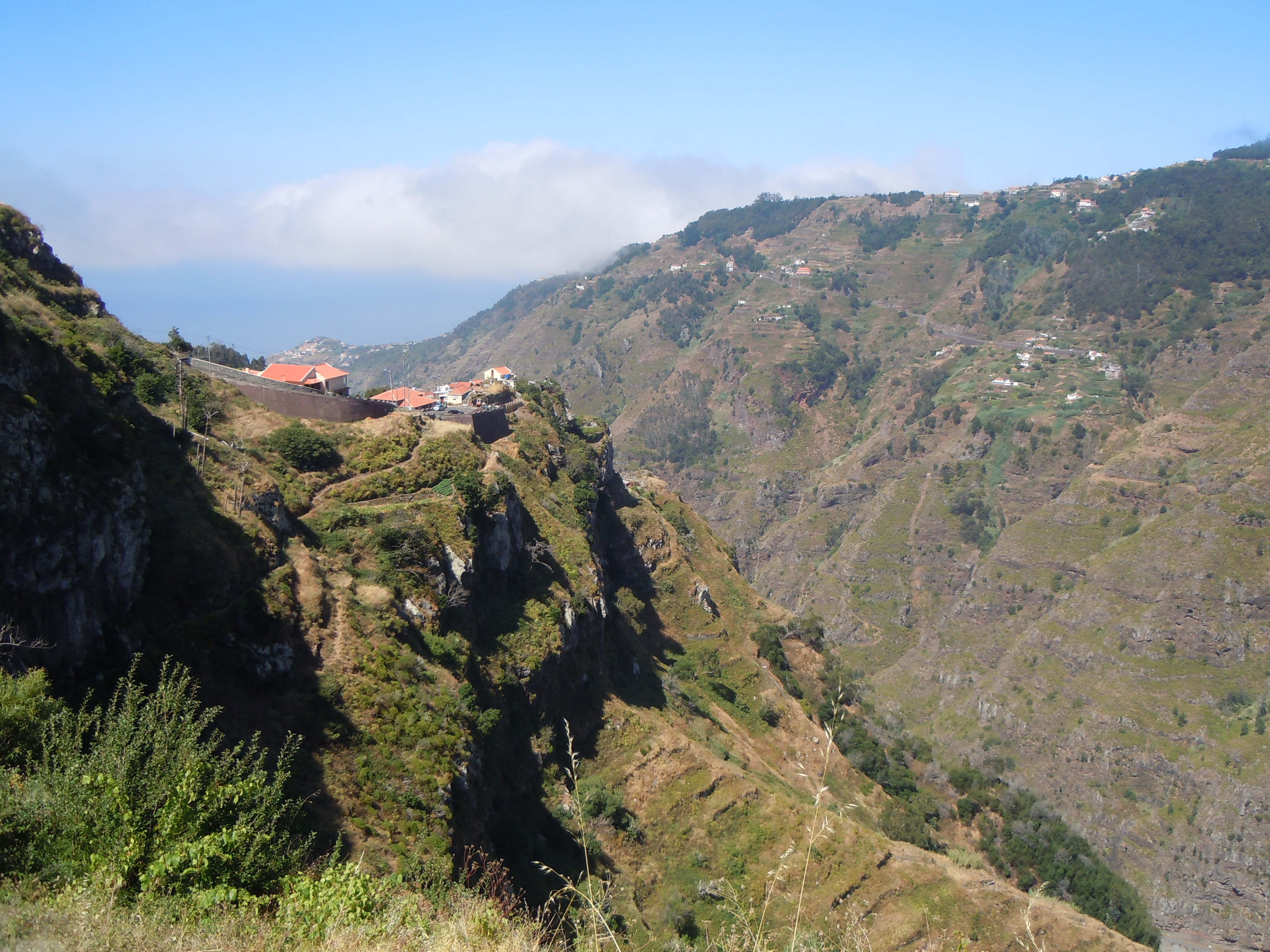
Vue du village par le côté nord.
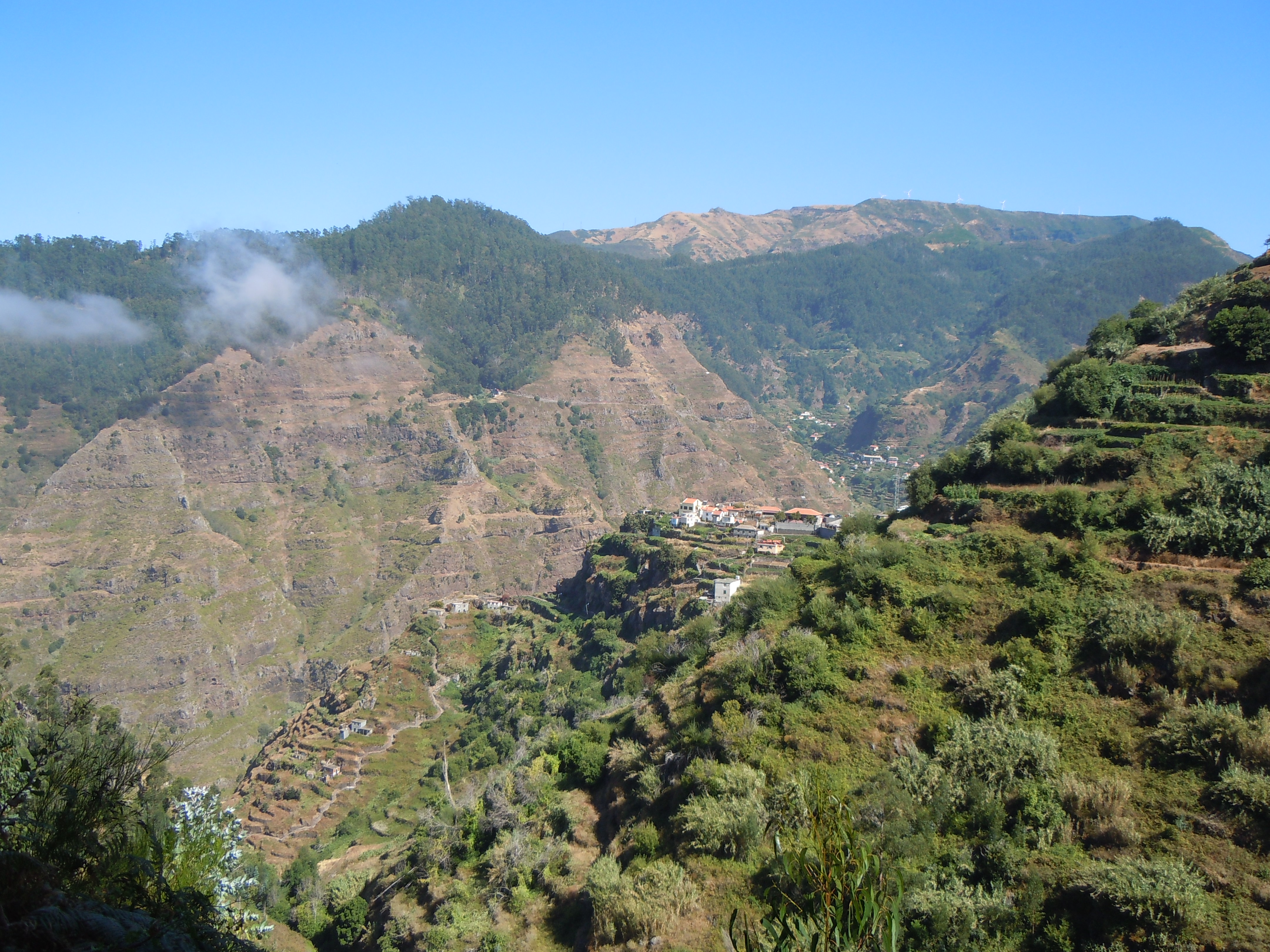
Vue depuis Ribeira Funda
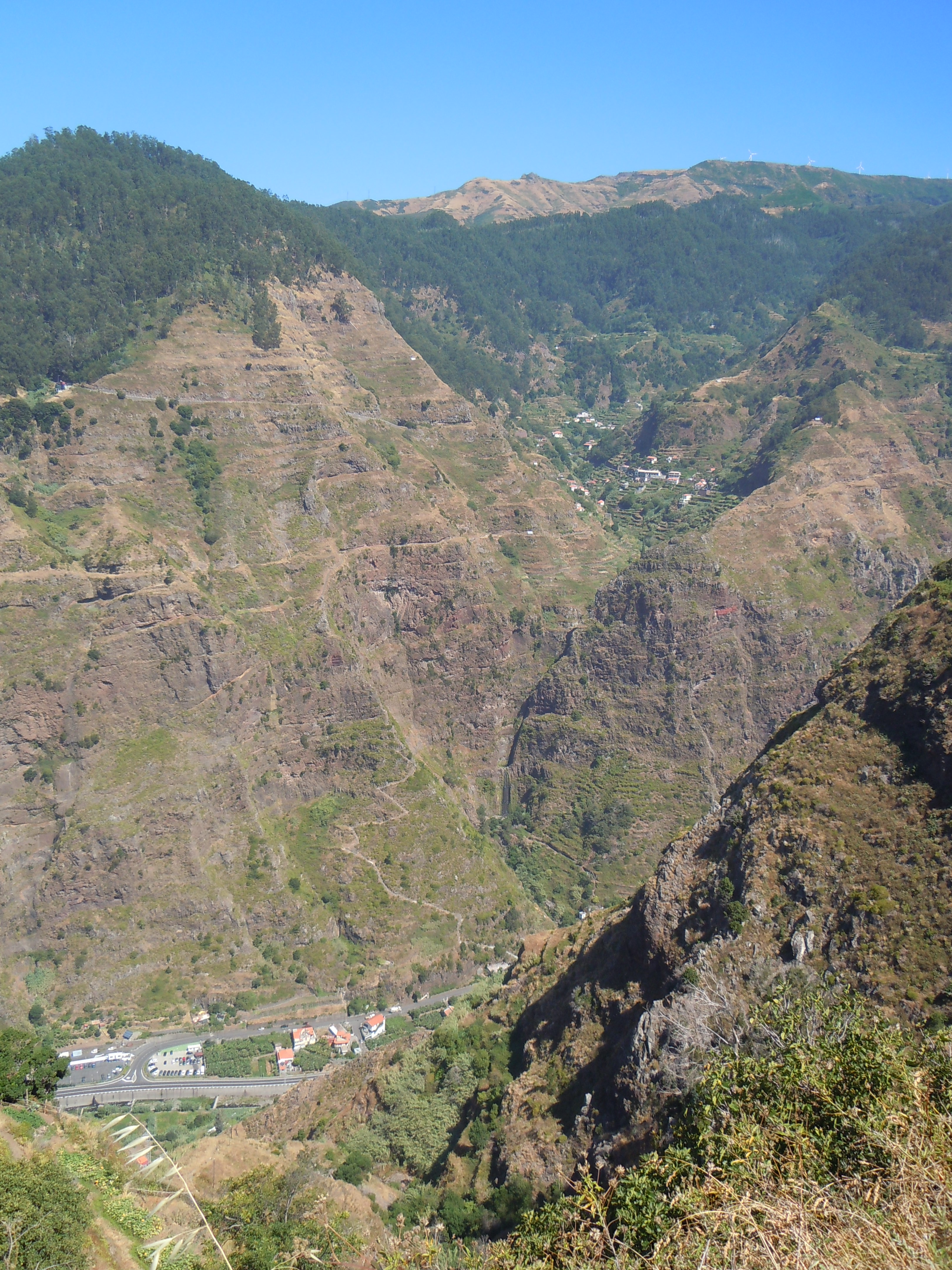
Vallée de Ribeira Brava depuis Eira do Mourão.